# The Sky Pirate
The Sky Pirate er en amerikansk stumfilm fra 1914 af Fatty Arbuckle.

## Medvirkende
- Roscoe 'Fatty' Arbuckle
- Minta Durfee
- Hank Mann
- Mabel Normand
- Al St. John